# (6492) 1991 OH1
(6492) 1991 OH1 (1991 OH1, 1972 TW10, 1992 UR6) — астероїд головного поясу, відкритий 18 липня 1991 року.
Тіссеранів параметр щодо Юпітера — 3,283.